# Common-Sense-Philosophie
Die Common-Sense-Philosophie ist eine philosophische Richtung, die nach der Rolle des Common Sense (ein englischer Ausdruck mit teilweiser semantischer Entsprechung zu Gemeinsinn und Gesunder Menschenverstand in der deutschsprachigen Philosophie) für das philosophische Erkennen fragt und diesen relativ positiv bewertet. Eine synonyme Bezeichnung ist Schottische Schule. Speziell ist damit die entsprechende Richtung der Common-Sense-Philosophie im 18. und 19. Jahrhundert in Schottland gemeint. Sie trat einerseits dem französischen Materialismus und andererseits den Lehren des Skeptizismus des schottischen Philosophen David Hume (1711–1766) entgegen. Hans-Georg Gadamer spricht von Schottischer Philosophie.

## Hochphase: Thomas Reid
Als Gründungsdokument einer systematischen Philosophie des Common-Sense kann Thomas Reids (1710–1796) Untersuchung des menschlichen Geistes entsprechend den Prinzipien des gesunden Menschenverstandes (1764) betrachtet werden. Dieser Aufklärer lehrte im Gegensatz zu John Locke, George Berkeley und David Hume, dass der Mensch in intuitiver Weise die Wirklichkeit selbst perzipiert. Reid hielt die Annahme, dass die Menschen unmittelbar nur Kenntnis von Vorstellungsinhalten (Ideen) hätten, für unvereinbar mit dem gesunden Menschenverstand, und lehrte, dass man es in der Erfahrung mit „Dingen“ nicht nur mit „Ideen von Dingen“ zu tun hat. Der von Reid angewiesenen Richtung folgte eine Reihe anderer schottischer Philosophen. Noch deutlicher als bei Reid tritt der subjektive Charakter des Common-Sense bei James Beattie (1735–1803) zutage. Beattie betrachtete als wahr, was wir auf Grund unserer Natur glauben müssen. Dugald Stewart (1753–1828) warnte davor, das Prinzip des Common-Sense zu überspannen. Er schlug vor, statt von Common-Sense-Prinzipien von Grundgesetzen des menschlichen Glaubens zu sprechen und als solche nur allgemeinste Voraussetzungen anzuerkennen – z. B. in Bezug auf die Existenz materieller Dinge. Bei William Hamilton (1788–1856) verband sich die Common-Sense-Philosophie mit transzendentalphilosophischen Argumenten der Kantischen Vernunftkritik und wurde in dieser Form von John Stuart Mill scharf kritisiert. Als weiterer Vertreter der schottischen Schule gilt Thomas Brown (1778–1820).

## Rezeption in Amerika
An den amerikanischen Universitäten des späten 19. Jahrhunderts spielten die Moralphilosophie Hutchesons und die Common-Sense-Philosophie Reids die vorherrschende Rolle.
Während des Amerikanischen Unabhängigkeitskrieges veröffentlichte Thomas Paine seine Schrift Common Sense, in der er die Kolonialpolitik des englischen Königs Georg III. in Nordamerika scharf angriff. Die Schrift fand eine große Verbreitung und war ein wichtiges Dokument der amerikanischen Unabhängigkeitsbewegung.
Paine bediente mit seiner Schrift beide Interpretationsstränge des Common-Sense: Durch die Aufzählung der Argumente für die Unabhängigkeit sprach er den gesunden Menschenverstand an, als auch den sensus communis, insofern das politische Ziel der Unabhängigkeit das Gemeinwohl sei.

## Philosophie des 20. Jahrhunderts
Im 20. Jahrhundert fand die Common-Sense-Philosophie in George Edward Moore, der explizit an die schottische Tradition anknüpfte, eine Fortsetzung.
Auch die Philosophie von Odo Marquard kann als Common-Sense-Philosophie betrachtet werden.